# Freddie Boath
Freddie Boath, né le 6 mai 1991 à Londres, est un acteur anglais. Il est connu pour son rôle d'Alex O'Connell dans Le Retour de la momie.
Freddie Boath est né à Londres d'un père banquier et d'une mère productrice. Il a un frère plus âgé, Jack, et une sœur plus jeune, Millie.